# ミ어법
ミ어법(미어법, 일본어: ミ語法, ミごほう 미고호[*])는 일본어의 고어 · 문어체에서 사용된, 형용사의 특수한 형태를 사용하는 어법이다.

## 개요
형용사의 어간에 어미 ‘み’를 접속시킨 형태로 ‘～ので’→~므로와 같은 접속 어미가 된다. 보통은 주어를 가리키는 조사 ‘を→을’와 호응하며 ‘山を高み’(山が高いので→산이 높으니)처럼 사용한다. ‘を’를 생략해서 ‘山高み’처럼 사용할 수도 있다. 동사는 아니다.
상대 이전에는 널리 사용된 것으로 추정되며 만엽집에는 많은 용례가 있다. 중고 이후는 의고적인 표현으로 와카에 조금 사용됐다.

## 같이 보기
- ク어법
- 어간 용법